# Christoph Gottfried Ringe

Christoph Gottfried Ringe vor seinem Haus in Wiedemar, Kupferstich von Johann Peter Blanchard nach einer Zeichnung von C. Schulze, 1797

Christoph Gottfried Ringe (* 14. April 1713 in Bernburg; † 28. Oktober 1797 in Wiedemar, Kurfürstentum Sachsen) war ein deutscher Maler und Graphiker. Bekannt ist er vor allem durch Porträts von Angehörigen des Fürstenhauses Anhalt-Köthen. Außerdem stammen von ihm zahlreiche Kupferstiche von Theologen und weiteren Persönlichkeiten des öffentlichen Lebens. Ferner kopierte er Gemälde des Malers Antoine Pesne, von denen einige am Ende des Zweiten Weltkriegs verloren gingen und die auf diese Weise überliefert sind, z. B. das Porträt der Anna Luise, Fürstin von Anhalt-Dessau.

## Leben
Christoph Gottfried Ringes Vater war Rad- und Stellmacher in Bernburg; seine Mutter war die Tochter eines Bernburger Wassermühlenbesitzers, der Biermehl hieß und aus Merseburg stammte. Christoph Gottfried Ringe erhielt bereits als Kind Unterricht bei einem Zeichenlehrer, zunächst in der Absicht, ihn an das Handwerk des Vaters heranzuführen. Als sich herausstellte, dass er sehr talentiert war, wurde er zur weiteren Ausbildung zu seinem Onkel Christian Ringe († 1746) geschickt, der in Köthen als Hofmaler tätig war. Offensichtlich übernahm Christoph Gottfried Ringe nach dem Tod seines Onkels die Stelle des Anhalt-Köthenschen Hofporträtmalers. Wenige Jahre später überwarf er sich mit August Ludwig von Anhalt-Köthen, kündigte seine Stelle als Hofporträtmaler und zog mit seinen vier Töchtern (seine Ehefrau war bereits verstorben) in das Dorf Wiedemar bei Delitzsch im Kurfürstentum Sachsen, um auf einem bereits früher erworbenen Bauerngut von Landwirtschaft zu leben. Er schuf weiterhin Gemälde und Kupferstiche für verschiedene Auftraggeber. Als Folge von Drangsalierungen durch marodierende preußische Soldaten während des Siebenjährigen Krieges floh Christoph Gottfried Ringe um 1761 mit seinen Töchtern nach Halle. Dort fand er Unterstützung durch einen Gönner, den jungen Lehrer am Pädagogicum der Franckeschen Stiftungen Christoph Christian Sturm. 1769 übersiedelte Ringe nach Magdeburg und 1778 nach Hamburg, wo er vor allem als Graphiker und Kupferstecher arbeitete. Auch in seiner Hamburger Zeit entstanden weiterhin wichtige Werke wie das großflächige Gemälde des August Christian Friedrich von Anhalt-Köthen. Als eine zunehmende Sehschwäche ihn am Arbeiten hinderte, kehrte er 1790 auf sein Bauerngut in Wiedemar zurück, wo er 1797 verstarb.

## Kinder
- Anna Friederica Regine Ringe (* 1737) erlernte von ihrem Vater die Malerei und war ab 1769 als Künstlerin in Magdeburg tätig. Von ihr stammt das Gemälde des deutschen Mediziners und Naturforschers Friedrich Simon Morgenstern.[4] Bemerkenswert sind auch die beiden Damenbildnisse In blauer Tracht, Magdeburg um 1790.[5]
- Sophie Charlotta Ringe (* 20. Mai 1739 in Köthen) erlernte von ihrem Vater ebenfalls die Malerei und lebte ab Mitte der 1770er Jahre als Künstlerin in Bremen. Im dortigen Focke-Museum[6] befinden sich die ihr angefertigten Porträts des Bremer Kaufmannehepaars Johann und Gesine Böse[7] (Öl auf Leinwand) und eine Ansicht des St. Rembertistifts, vom Pulverturm der „Braut“ auf der Herrlichkeit von 1777 (Aquarell).[8] Ihr Gemälde vom Bremer Rathaus gilt als verschollen.
- Karoline Ringe litt an Melancholie (Depression) und wurde daher Ende der 1750er Jahre in die Delitzscher Frohnvogtei verbracht, wo sie bald darauf verstarb.
- Hanna Margarete Sophia († um 1787)

## Werke (Auswahl)

### Gemälde
- Bildnis des Fürsten August Ludwig von Anhalt-Köthen, Öl auf Leinwand, 1495 × 1030 mm, datiert mit der Aufschrift C. G. Ringe pinxit 1748, Fürstengalerie des Francisceums Zerbst.
- Bildnis des Glesiener Rittergutsbesitzers Adam Ludwig von Wuthenau Öl auf Leinwand. Das Gemälde befand sich im Schloss Hohenthurm und ist seit dem Ende des 2. Weltkriegs verschollen.
- Bildnis des Fürsten Carl Georg Lebrecht von Anhalt-Köthen, Öl auf Leinwand, 670 × 610 mm, 1750/51, Fürstengalerie des Francisceums Zerbst. Das Gemälde ist Gottfried Ringe zugeschrieben.
- Bildnis der Louise Charlotte Friederike, geb. Prinzessin von Holstein-Sonderburg-Glücksburg (1749–1812), Gemahlin des Fürsten Carl Georg Leberecht von Anhalt-Köthen und Schwiegertochter des Fürsten August Ludwig, mit ihrem Sohn, Öl auf Leinwand, 1635 × 1170 mm, unsigniert (vermutlich 1780), Fürstengalerie des Francisceums Zerbst.
- Bildnis der Luise Charlotte Friederike von Anhalt-Köthen mit dem Erbprinzen August Christian Friedrich, Öl auf Leinwand: 1635 × 1170 mm, datiert 1781, Schloss Mosigkau, (bei Dessau), Inv.-Nr.: Mos-786[9]
- Ein weiteres Bildnis der Fürstin Louise Charlotte Friederike von Anhalt-Köthen mit ihrem Sohn, Öl auf Leinwand, 1630 × 1170 mm, unsigniert (vermutlich 1784), Zuschreibung. Das Gemälde befindet sich im Archiv des Köthener Historischen Museums.
- Bildnis des August Christian Friedrich, Erbprinz von Anhalt-Köthen (1769–1812), Sohn des Carl Georg Leberecht von Anhalt-Köthen und der Louise Charlotte Friederike von Holstein-Sonderburg-Glücksburg. Öl auf Leinwand, 1360 × 745 mm, signiert 1784, Köthener Schloss.
- Gemälde vom Blitzeinschlag im Köthener Schloss. Öl auf Leinwand, 610 × 785 mm, datiert 1744, Zuschreibung, Köthener Schloss.
- Bildnis der Anna Luise von Anhalt-Dessau (1677–1745), Gemahlin des Fürsten Leopold II. Maximilian (des „Alten Dessauer“), Öl auf Leinwand (Kopie eines inzwischen verschollenen Gemäldes von Antoine Pesne), 790 × 635, signiert und datiert 1746, Schloss Mosigkau (bei Dessau).
- Bildnis der Sophia Dorothea Fridericia Freifrau von der Reck, geb. von Rochow (1721–1757), Öl auf Leinwand, datiert 1751, Rochow-Museum, Reckahn (bei Brandenburg)[10]
- Vornehme Dame im dunkelgrünen Kleid, Öl auf Leinwand, signiert und datiert 1745, Privatbesitz.
- Selbstbildnis des Christian Gottfried Ringe, Öl auf Leinwand. Das Gemälde war zuletzt im Besitz des Wiedemarer Pfarrers Salomon Pollmächer; es gilt als verschollen.
- Portrait des königlich preußischen Rittmeisters Johann Heinrich Gottfried von Nostitz-Jänkendorf (* 7. November 1723, † 26. Juli 1772) in Kürassier-Uniform, datiert 1751, Öl auf Leinwand, 920 × 760 mm, Privatbesitz.
- Bildnis des Benedict Gilbert Flügge, Öl auf Leinwand. Das Gemälde gilt seit dem 28. September 1992 als verschollen. Benedict Gilbert Flügge (1740–1792) war Pastor an der St. Michaeliskirche in Hamburg.
- Drei Pastoren, Öl auf Leinwand, 840 × 1100 mm, unsigniert, datiert 1745, Auktionshaus Bergmann, Möhrendorf.
- Selbstbildnis, Öl auf Leinwand, 460 × 325 mm, datiert 1746, Privatbesitz, das Selbstbildnis wurde im 19. Jahrhundert übermalt und 2022 auf röntgenographischem Wege wiederentdeckt[11]
- Bildnis der Prinzessin Charlotte Frederica von Nassau-Siegen, Öl auf Leinwand, 770 × 610 mm, unsigniert, datiert 1751, Foundation Historical Collections of the House of Orange-Nassau, Den Haag.

### Kupferstiche
- Bildnis des Erhard Andreas Frommann, deutscher Theologe und Orientalist, Abtei Klosterbergen, Kupferstich, 389 × 277 mm, Christoph Gottfried Ringe (Maler) und Georg Paul Nussbiegel (Stecher). Herzog August Bibliothek Wolfenbüttel[12]
- Bildnis des Christian Ludwig Schlichter, geb. in Köthen, königlich preußischer Ordinarius für Geschichte der Universität Halle, fürstlich anhaltinischer Consistorialrat, Christoph Gottfried Ringe (Maler) und Johann Christoph Sysang (Stecher), 328 × 198 mm, Portraitsammlung der Herzog August Bibliothek Wolfenbüttel[13]
- Bildnis des Georg Ludwig Herrnschmidt, Kupferstich, 81 × 66 mm. Georg Ludwig Herrnschmid (1712–1779) war Hauptpastor an der St. Michaelis-Kirche in Hamburg.
- Bildnis des Christoph Christian Sturm, Kupferstich, 84 × 68 mm. Christoph Christian Sturm (* 15. Januar 1740 in Augsburg, † 28. August 1786 in Hamburg) war lutherischer Theologe, Naturalist, Schriftsteller und Kirchenliederdichter, 1763–1765 Lehrer am Pädagogium der Franckeschen Anstalten in Halle, später in Sorau, 1769 Prediger in Magdeburg und ab 1778 Hauptpastor an St. Petri in Hamburg.
- Bildnis Hermann Schwartz, luth. Theologe, 1734 Konventual in Kloster Bergen bei Magdeburg, 1736 preußischer Feldprediger, 1739 kgl. dän. Stiftsprediger in Vallø (Norwegen), 1744 Diakon u. 1745 Pastor in Köthen, Kupferstich, 159 × 92 mm (Blatt), Christoph Gottfried Ringe (Maler), Johann Benjamin Brühl (Stecher), Herzog August Bibliothek Wolfenbüttel[14]
- Bildnis des Johann Georg Palm, Kupferstich 1772, 171 × 139 mm.[15] Johann Georg Palm (1721–1784) war Pastor an St. Michaelis in Hamburg. Er ist vor allem dadurch bekannt geworden, dass zu seiner Priesterweihe Georg Philipp Telemann, eine Kantate geschrieben hat; Deutsche Nationalbibliothek, Porträtsammlung
- Bildnis des Christian Arnold Palm, (1736–1821), 74 × 62 mm (Bild, datiert 1773), 1765 Prediger in Münsterdorf b. Itzehoe, seit 1769 Pastor an St. Nicolai in Hamburg, Deutsche Nationalbibliothek, Porträtsammlung[16]
- Bildnis des Otto Christian Schuchmacher, Kupferstich 1772, 70 × 61 mm (Bild). Otto Christian Schumacher (1738–1793) war Pastor in Horneburg und später Prediger an St. Michaelis in Hamburg. Herzog August Bibliothek Wolfenbüttel[17]
- Bildnis des Theologen Johann Georg Schwabe (1735–1808), Kupferstich 1777, 49 × 38 mm. Von Johann Georg Schwabe gibt es einen weiteren, allerdings undatierten Kupferstich, 101 × 84 mm.
- Bildnis des Daniel Conrad Heinrich Evers (1738–1776), Kupferstich 1772, 85 × 74 mm. Daniel Conrad Heinrich Evers ist dadurch bekannt geblieben, dass ihm Georg Philipp Telemann zur Priesterweihe eine Kantate widmete (TWV 3:64).
- Verschollen ist ein 1776 entstandenes Selbstbildnis von Christian Gottfried Ringe als Kupferstich, 192 × 126 mm. Dieser Kupferstich war Vorlage für einen Kupferstich von Johann Christian Gottfried Fritzsch (1720–1802 oder 1803).
- Bildnis des Tobias Martin Zornickel, lutherischer Theologe, 1750 Hofkaplan an der Schloßkirche zu Kiel, 1752 Pastor zu Schönkirchen bei Kiel, 1754 Pastor an St. Petri in Hamburg, Kupferstich, 100 × 82 mm (Blatt), Herzog August Bibliothek Wolfenbüttel[18]
- Bildnis des Erhard Andreas Frommann, Kupferstich 1774, 389 × 277 mm Christoph Gottfried Ringe (Maler), Georg Paul Nusbiegel (Stecher).[19] Erhard Andreas Frommann war Abt des Stiftes Kloster Berge bei Magdeburg und zugleich Rektor der damit verbundenen Lehranstalt sowie Generalsuperintendent des Herzogtums Magdeburg.
- Bildnis des Christian Samuel Ulber, lutherischer Theologe, Kirchenliederdichter und geistlicher Schriftsteller, 1738 Prediger in Heinersdorf bei Liegnitz, 1741 Diakon in Landeshut (Schlesien), 1757 Hauptpastor an St. Jacobi und Scholarch in Hamburg, Kupferstich, 81 × 67 mm (Blatt), Herzog August Bibliothek Wolfenbüttel,[20] Inventar-Nr. A 22462
- Bildnis des Johann Matthias Liebrecht (1738–1776), Kupferstich 1773, 247 × 182 mm (Blatt), 193 × 121 mm (Platte).[21]
- Bildnis des Johann Christoph Friderici (1730–1770), Kupferstich, 189 × 111 mm (Blatt), 181 × 104 mm (Platte), Herzog August Bibliothek Wolfenbüttel,[22] Der Maler Johann Christian Gottfried Fritzsch (1720–1802) stellte nach Ringes Original einen weiteren Kupferstich des Bildnisses von Friderici.[23] Friderici war luth. Theologe. Stud. Halle, 1758 preuß. Feldprediger, 1760 Pastor in Magdeburg-Neustadt, 1768 Superintendent u. Pastor an St. Jacobi in Göttingen, 1770 Generalsuperintendent in Clausthal, 1775 Hauptpastor an St. Petri u. Scholarch in Hamburg.
- Bildnis des in Gott ruhenden Johann Matthias Liebrecht,[24] weyland dritten Diaconus zu St. Michaelis in Hamburg, Kupferstich 1777, 256 × 194 mm, Christoph Gottfried Ringe (Maler), Johann Christian Gottfried Fritzsch (Stecher).
- Bildnis des N. N. Ebers, Kupferstich, 1772, 73 × 64 mm (Blatt), 68 × 57 mm (Platte). Eberts war Pastor in Hamburg. Herzog August Bibliothek Wolfenbüttel[25]
- Bildnis des N. N. Pflügge, Pastor in Hamburg, Herzog August Bibliothek Wolfenbüttel,[26]